# Moel Arthur

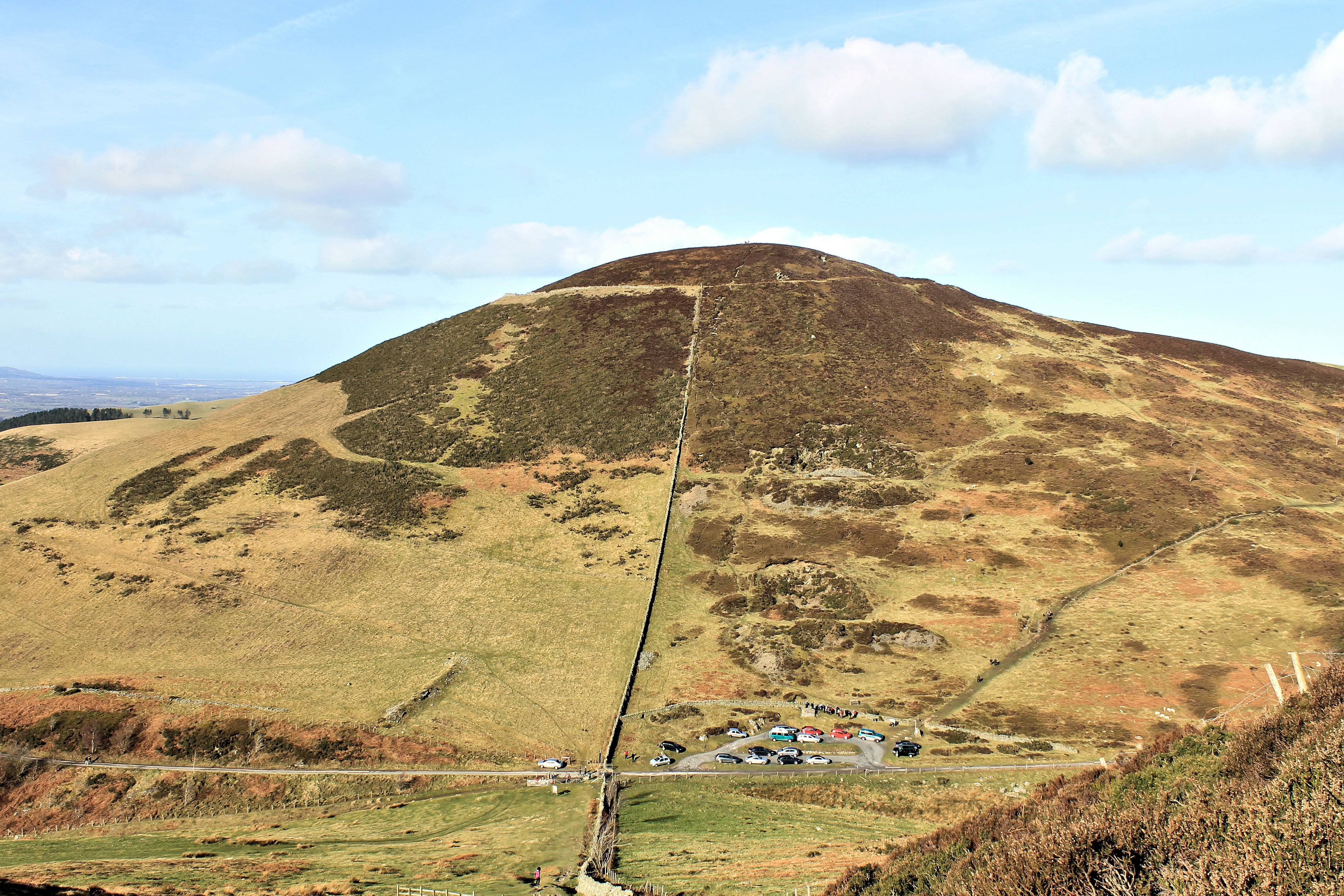
Moel Arthur

Moel Arthur ist ein eisenzeitliches Hillfort des Typs Contour Fort, im Weiler Fford-las bei Ruthin, an der Grenze von Denbighshire zu Flintshire in Wales. 
Obwohl es sich um ein kleines Hillfort handelt, verfügt es über einige der größten Wälle und Gräben aller Hillforts in der Umgebung. Im Gegensatz zu den anderen fünf schützt es keinen strategischen wichtigen Ort, aber Offa’s Dyke führt am Hügel vorbei. Dies und jüngste Funde lassen die Archäologen glauben, dass das Fort rituelle Bedeutung hatte. Moel Arthur liegt im Gebiet der Deceangli Stämme.
Auf der Kuppe des 455 m hohen Hügels befindet sich ein bronzezeitlicher Rundhügel. Die Wälle biegen sich am Zugang einwärts. Innerhalb des Forts, vor allem auf der Ostseite, in der Nähe des Zugangs, befinden sich mehrere Plattformen, auf denen sich wahrscheinlich ein Timber circle befand.
Das Hillfort wurde von Cadw registriert und mit der SAM-Nummer FL010 gekennzeichnet. Es gibt rund 300 Hillforts auf der Cadw-Denkmalliste, obwohl Archäologen angeben, dass es in Wales etwa 570 gibt.
In Westwales gibt es eine große Zahl eisenzeitlicher Burgen, die im Allgemeinen viel kleiner aber zahlreicher sind als ihre Gegenstücke in England. Moel Arthur ist eines von mehreren Monumenten in Wales und Großbritannien, die nach König Arthur benannt wurden. In diesem Fall gibt es jedoch keine Legende oder Tradition, die mit dem Ort zu verbinden ist.